# Siciliaans Open 2011
Het Siciliaans Open is een golftoernooi van de Europese PGA Tour.
De eerste editie van het Siciliaans Open wordt van 17 tot en met 20 maart 2011 gespeeld op de Donnafugata Golf Resort & Spa in Ragusa, het zuidoostelijk deel van Sicilië. Het prijzengeld is € 1.000.000. 
Alleen voor het Italiaans Senior Open is de Europese Tour eerder op Sicilië geweest. Dat werd in 2010 gespeeld op de II Picciolo Golf Club (1989), de oudste van de zeven clubs op het eiland; winnaar daarvan was Domingo Hospital.

## De Baan
Het terrein is 500 hectare groot en er zijn twee golfbanen. De 18 holes par 72 North Course ontworpen door Gary Player is een parkbaan met olijf- en Johannesbroodbomen, die beide veel in het gebied rond de Middellandse Zee voorkomen. Hierop wordt dit toernooi gespeeld. De 18 holes par 72 South Course ontworpen door de Italiaan Franco Piras is een links-baan met slechts enkele parasoldennen en palmbomen. De holes lopen door twee valleien waar in het midden en meer ligt. Er is ook een grote drivingrange met 70 plaatsen. Donnafugata ligt aan zee, maar daar is vanaf de golfbanen weinig van te zien vanwege de heuvels en de huizen. 
Op het eiland ligt de Etna. Deze ruim 3300 meter hoge vulkaan is in dit jaargetijde met sneeuw en ijs bedekt. Als de wind uit die richting komt, is dat duidelijk voelbaar op de golfbaan.

## Verslag
De baan heeft tijdens het toernooi een par van 71. 

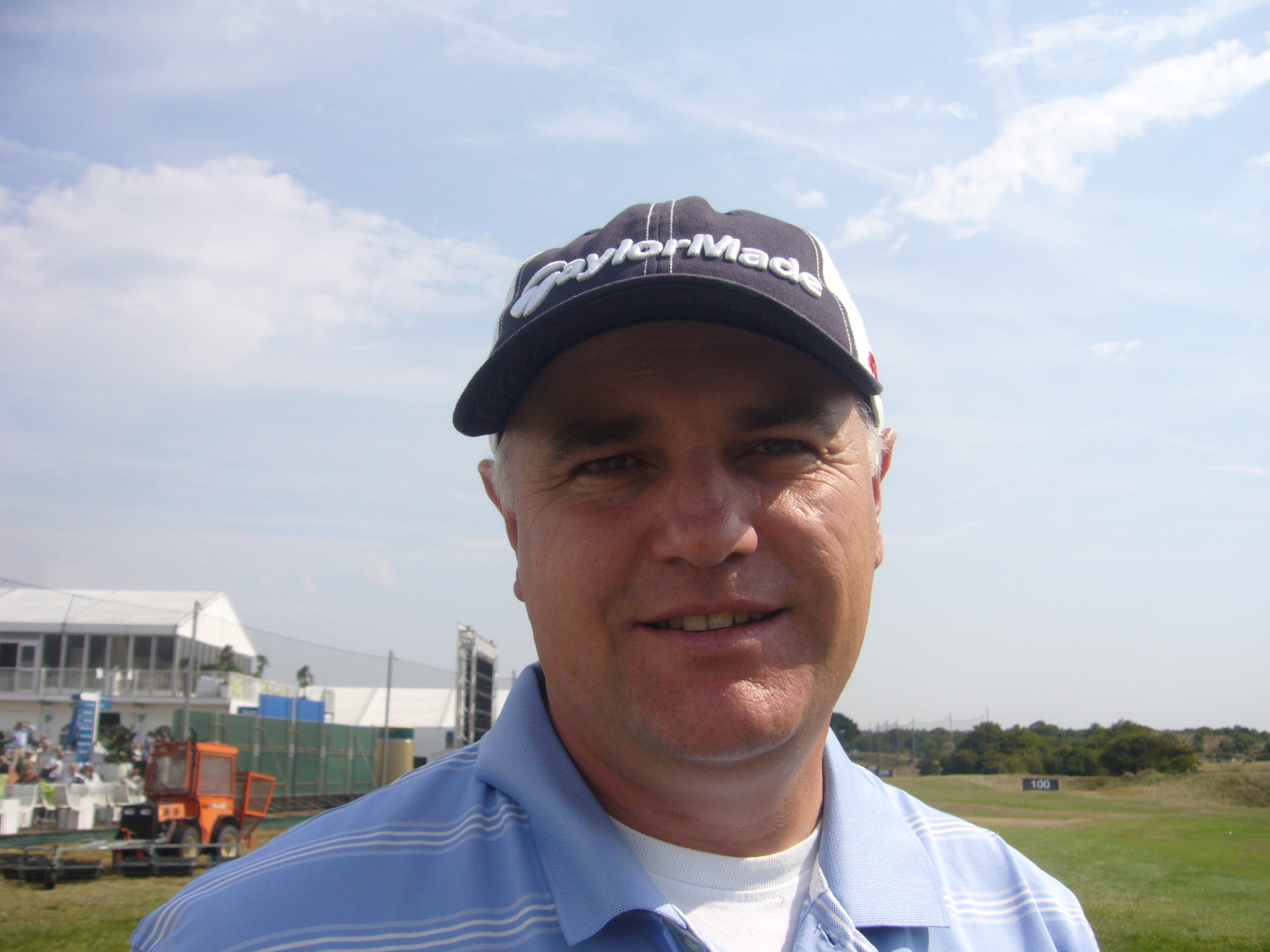
Stephen Dodd
co-leider na Ronde 1

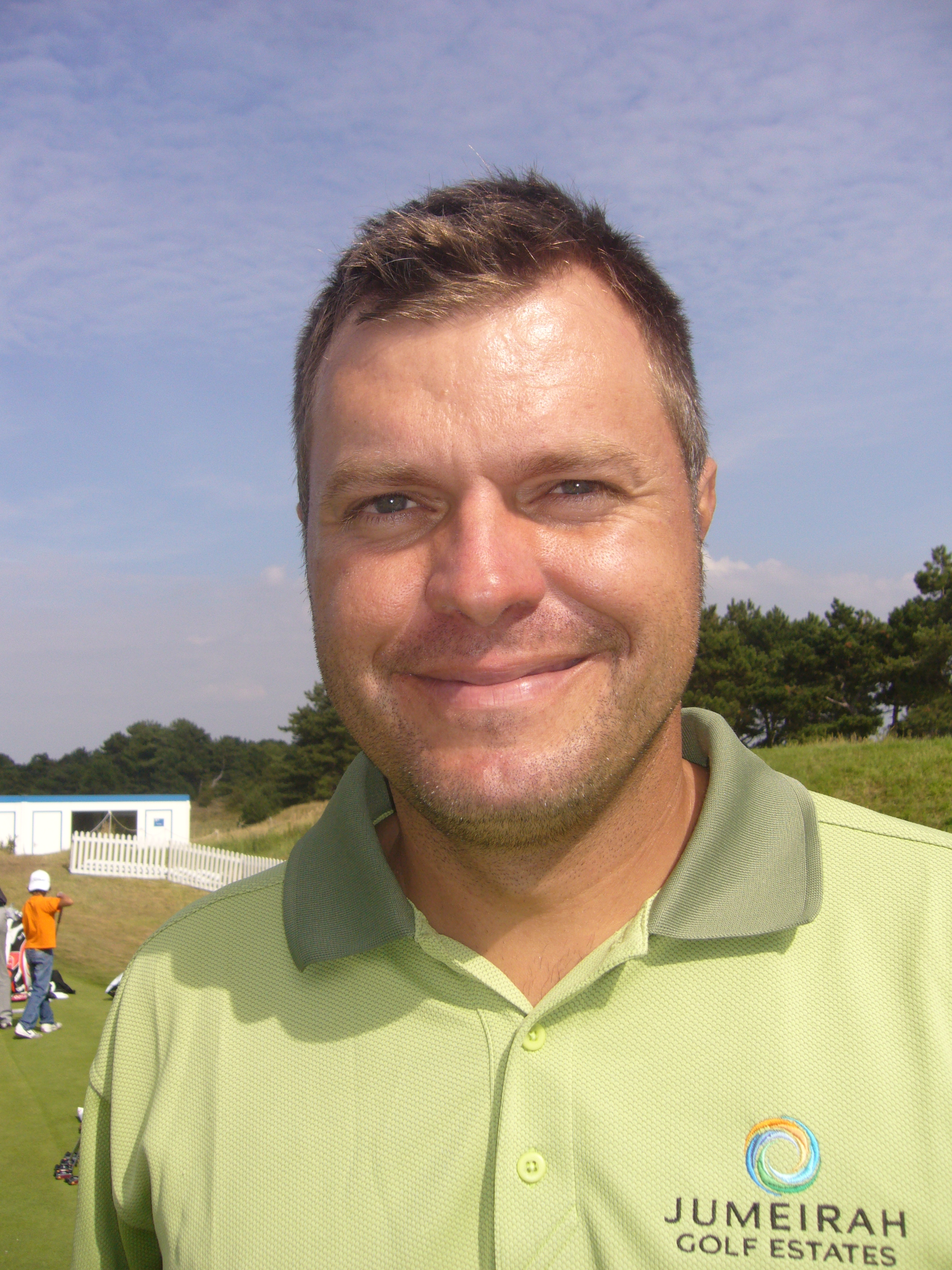
José Lara
co-leider na Ronde 1

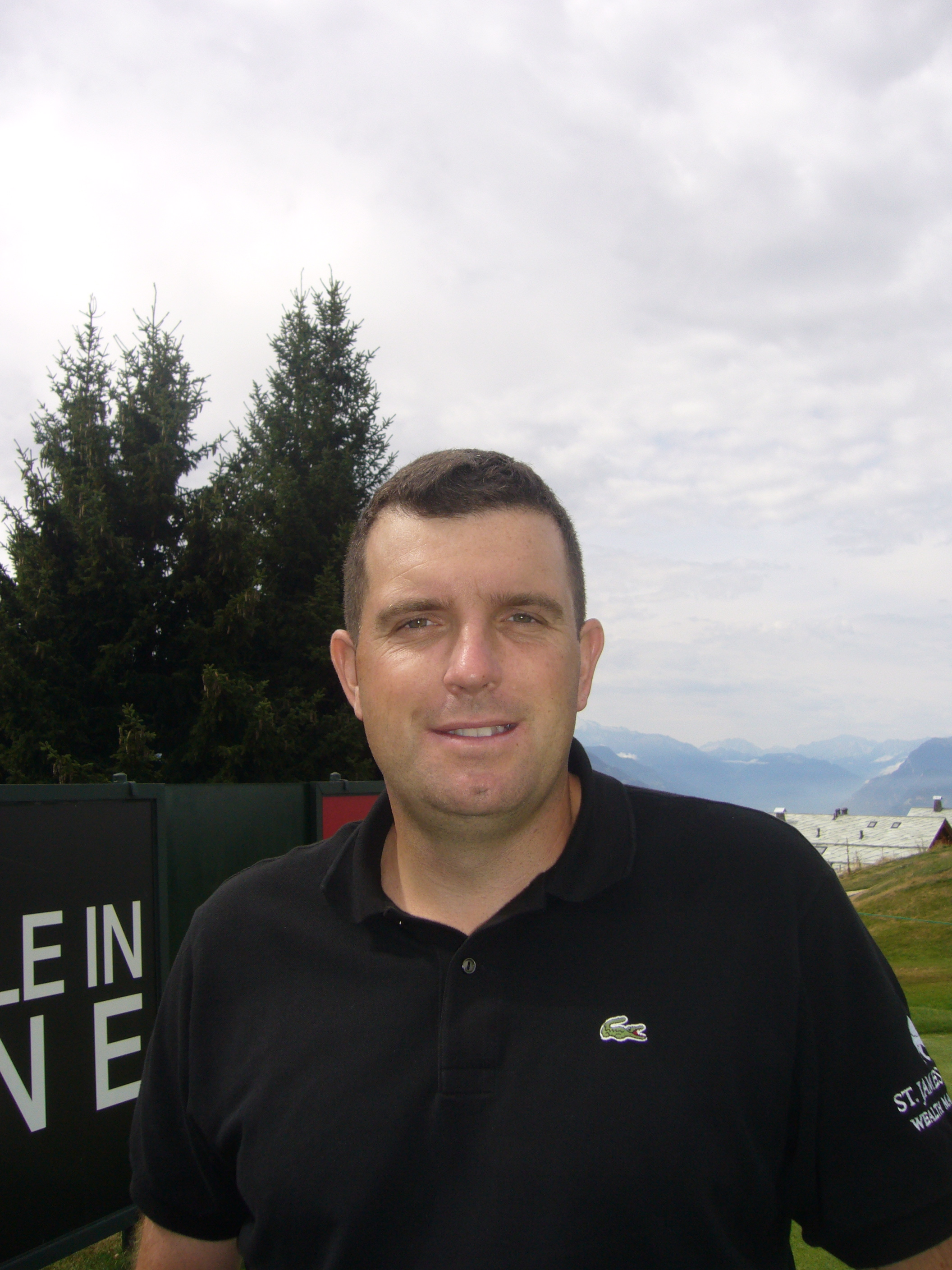
Anthony Wall
leider na Ronde 2

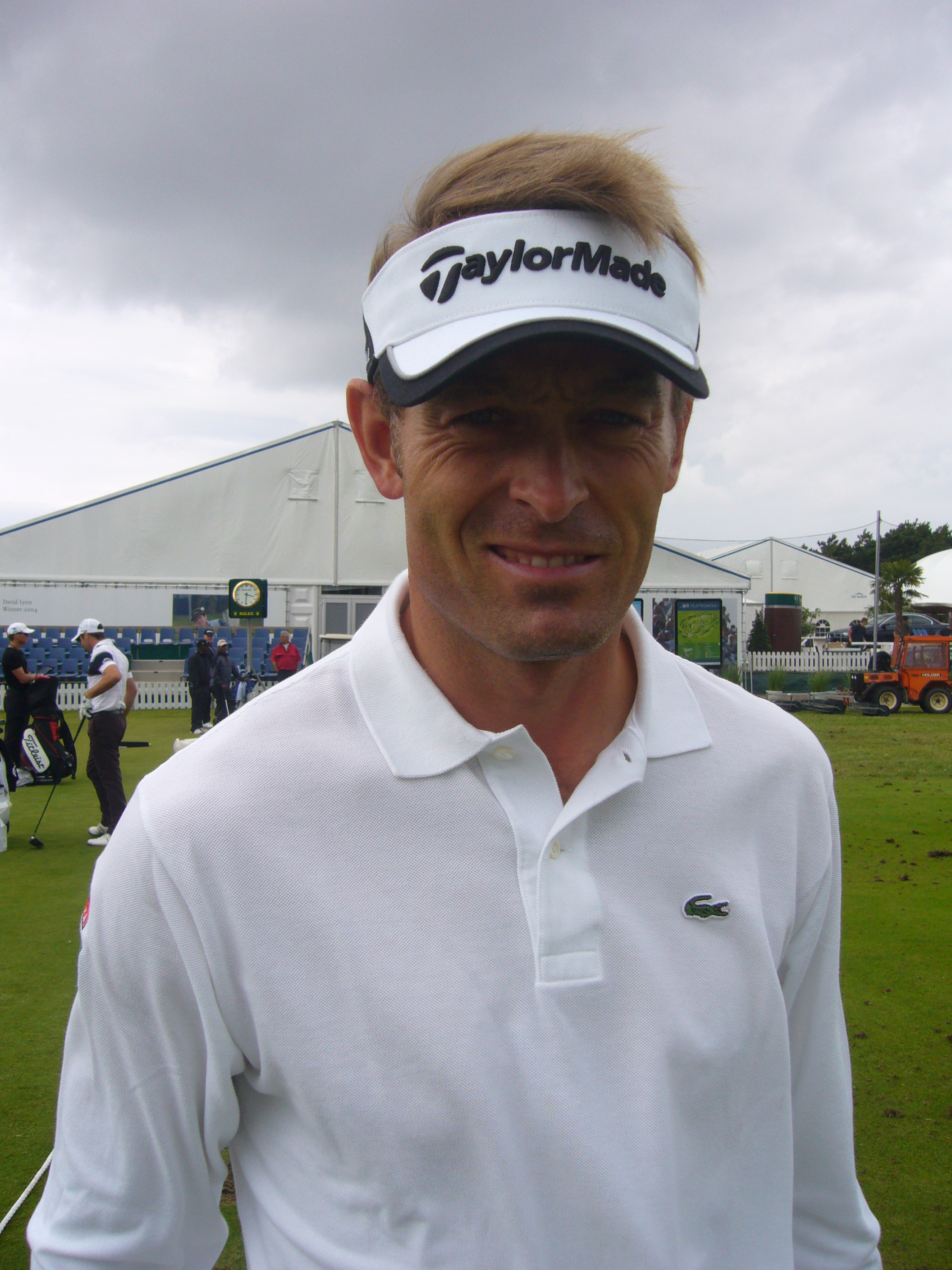
Raphael Jacquelin
leider na ronde 3

#### Ronde 1
Clubhouse leader was Daniel Gaunt, die al voor 7 uur in de tweede partij afsloeg. Hij is enkele weken geleden vanuit de Challenge Tour naar de Europese Tour gepromoveerd. Hij maakte een ronde van 67 (-4). 
Matthew Zions, die 90 minuten later in de ochtendronde startte, maakte twee eagles en stond na negen holes al op -4. Daardna speelde hij alle holes in par, zodat hij gelijk met Gaunt bleef. De 44-jarige Stephen Dodd, die met Nicolas Colsaerts om half acht begon, maakte een eagle op hole 16 en haalde hen in. 
In de middagronde begon Sebi García op hole 10 met een dubbel-bogey maar stond na vier holes alweer op -2, na 13 holes op -5 en daarmee op de tweede plaats. Hij eindigde met twee bogeys en kwam op -3.

José Manuel Lara maakte negen birdies, een bogey en een dubbelbogey en deelt de leiding met Stephen Dodd.
Robert-Jan Derksen en Tim Sluiter konden niet onder par komen. Floris de Vries speelde achteraf niet mee. Hij had last van zijn knie en besloot terug te vliegen.

#### Ronde 2
Anthony Wall, die zijn enige en laatste overwinning in 2010 behaalde toen hij het Alfred Dunhill Kampioenschap van de Sunshine Tour won, kwam vanochtend aan de leiding na een ronde van 67. Niemand vormde 's middags een bedreiging.
De vierde plaats wordt vandaag gedeeld door Oscar Florén, Fabrizio Zanotti, Alejandro Cañizares, Stephen Dodd en Marco Crespi, zij staan allen op -5.
 Joost Luiten is de enige van de drie Nederlanders die zich kwalificeerde voor het weekend, Nicolas Colsaerts is ook door.

#### Ronde 3
Het was geen spectaculaire derde ronde. Anthony Wall bleef tot hole 8 twee slagen voor Jacquelin. Toen maakte Wall een bogey en Jacquelin een paar holes later een birdie en daarna stonden ze gelijk. Jacquelin kwam op hole 14 aan de leiding omdat Wall weer een bogey maakte.
De beste rondes waren van Peter Whiteford en Peter Lawrie, die beiden -5 maakten en ongeveer dertig plaatsen stegen.

#### Ronde 4
Slechts acht spelers hadden 18 holes gespeeld toen de toeter om 11:!6 uur ging om de andere spelers van de baan af te halen wegens gevaarlijk weer, 24 spelers waren nog niet gestart. Om 13:40 uur werd het toernooi voortgezet, maar om 3 uur stond alles weer stil. Twaalf spelers waren nog niet gestart. Ignacio Garrido is voorlopig de grootste steiger, hij maakte in 17 holes een score van -5 en steeg naar de gedeeld 7de plaats en moest de laatste hole nog spelen zodra dat kon. Dat werd een bogey. Maandag moeten acht spelers terugkomen om de laatste holes te spelen. Jacquelin heeft nog steeds een slag voorsprong op Wall.

#### Maandag
Eigenlijk heeft Wall het toernooi op hole 17 verloren. Hij maakte een dubbelbogey en was daarna kansloos, want Jacquelin stond nu twee slagen met slechts hole 18 te spelen. Wall maakte nog een birdie, maar Jacquelin won met een par. Zijn laatste overwinning was in 2007 op het BMW Asian Open.
- Live leaderboard

| Naam               | R1 | R1  | Nr   | R2 | R2  | Totaal | Nr  | R3 | R3  | Totaal | Nr  | R4 | R4  | Totaal | Nr  |
| ------------------ | -- | --- | ---- | -- | --- | ------ | --- | -- | --- | ------ | --- | -- | --- | ------ | --- |
| Raphaël Jacquelin  | 66 | -5  | T3   | 69 | -2  | -7     | T2  | 69 | -2  | -9     | 1   | 68 | -3  | -12    | 1   |
| Anthony Wall       | 66 | -5  | T3   | 67 | -4  | -9     | 1   | 72 | +1  | -8     | 2   | 68 | -3  | -11    | 2   |
| José Manuel Lara   | 65 | -6  | T1   | 75 | +4  | -2     | T20 | 68 | -3  | -5     | T6  | 69 | -2  | -7     | T3  |
| Joel Sjöholm       | 70 | -1  | T29  | 68 | -3  | -4     | T9  | 70 | -1  | -5     | T6  | 69 | -2  | -7     | T3  |
| Jamie Elson        | 60 | -2  | T8   | 69 | -2  | -4     | T9  | 69 | -2  | -6     | T3  | 72 | +1  | -5     | T5  |
| Nicolas Colsaerts  | 71 | par | T44  | 71 | par | par    | T35 | 69 | -2  | -2     | T30 | 68 | -3  | -5     | T5  |
| Stephen Dodd       | 65 | -6  | T1   | 72 | +1  | -5     | T4  | 72 | +1  | -4     | T14 | 72 | +1  | -3     | T20 |
| Phillip Price      | 71 | par | T44  | 69 | -2  | -2     | T20 | 67 | -4  | -6     | T3  | 75 | +4  | -2     | T23 |
| Steve Webster      | 67 | -4  | T4   | 73 | +2  | -2     | T20 | 70 | -1  | -3     | T25 | 72 | +1  | -2     | T23 |
| Chris Wood         | 67 | -4  | T4   | 71 | par | -4     | T9  | 70 | -1  | -5     | T5  | 75 | +4  | -1     | T34 |
| Joost Luiten       | 68 | -3  | T9   | 71 | par | -3     | T15 | 73 | +2  | -1     | T38 | 71 | par | -1     | T34 |
| Richard Green      | 68 | -3  | T10  | 67 | -4  | -7     | T2  | 73 | +2  | -5     | T5  | 76 | +5  | par    | T42 |
| Daniel Gaunt       | 67 | -4  | T4   | 75 | +4  | par    | T35 | 78 | +7  | +7     | T72 | 66 | -5  | +2     | T49 |
| Matthew Zions      | 67 | -4  | T4   | 77 | +6  | +2     | T59 | 70 | -1  | +1     | T54 | 72 | +1  | +2     | T49 |
| Sebi García        | 68 | -3  | T9   | 74 | +3  | par    | T35 | 71 | par | par    | T47 | 78 | +7  | +7     | T71 |
| Robert-Jan Derksen | 74 | +3  | T106 | 71 | par | +3     | MC  |    |     |        |     |    |     |        |     |
| Tim Sluiter        | 76 | +5  | T131 | 72 | +1  | +6     | MC  |    |     |        |     |    |     |        |     |

## De spelers
| - Felipe Aguilar - Fredrik Andersson Hed - Seve Benson - John Bickerton - Richard Bland - Liam Bond - Grégory Bourdy - Gary Boyd - Markus Brier - Michael Campbell - Ariel Cañete - Alejandro Cañizares - Magnus A. Carlsson - Clodomiro Carranza - SSP Chowrasia - George Coetzee - Robert Coles - Nicolas Colsaerts - Carlos Del Moral - François Delamontagne - Robert-Jan Derksen - Robert Dinwiddie - David Dixon - Stephen Dodd - Jamie Donaldson - Nick Dougherty - David Drysdale - Victor Dubuisson - Simon Dyson - Rafa Echenique - Pelle Edberg - Johan Edfors - Jamie Elson - Borja Etchart - Niclas Fasth - Kenneth Ferrie - Richard Finch | - Oliver Fisher - Alastair Forsyth - Oscar Florén - Mark Foster - Florian Fritsch - Lorenzo Gagli - Stephen Gallacher - Sebi García - Alfredo García Heredia - Ignacio Garrido - Daniel Gaunt - Adam Gee - Ricardo González - Tano Goya - Richard Green - Mark F Haastrup - Joakim Haeggman - Matt Haines - Søren Hansen - Andreas Hartø - Grégory Havret - Peter Hedblom - Oskar Henningsson - Keith Horne - Jeppe Huldahl - Sam Hutsby - Raphaël Jacquelin - Scott Jamieson - Eirik Tage Johansen - Michael Jonzon - Roope Kakko - Alexandre Kaleka - Anthony Kang - Shiv Kapur - Simon Khan - Jason Knutzon - Mikko Korhonen | - José Manuel Lara - Pablo Larrazábal - Paul Lawrie - Peter Lawrie - Thomas Levet - Steve Lewton - Shane Lowry - Joost Luiten - Mikael Lundberg - David Lynn - Stuart Manley - Gareth Maybin - Richard McEvoy - Damien McGrane - Colin Montgomerie - George Murray - Christian Nilsson - Matthew Nixon - Alexander Norén - Thomas Norret - Shaun Norris - Steven O'Hara - Fredrik Ohlsson - Thorbjørn Olesen - Pedro Oriol - Wade Ormsby - Gary Orr - Phillip Price - Manuel Quiros - Richie Ramsay - Robert Rock - Marco Ruiz - Lloyd Saltman - Jeev Milkha Singh - Joel Sjöholm - Lee Slattery - Tim Sluiter | - Graeme Storm - Steven Tiley - Mark Tullo - Jaco Van Zyl - Alvaro Velasco - Simon Wakefield - Anthony Wall - Paul Waring - Marc Warren - Romain Wattel - Steve Webster - Peter Whiteford - Martin Wiegele - Bernd Wiesberger - Danny Willett - Chris Wood - Fabrizio Zanotti - Julio Zapata - Matthew Zions Sponsor uitnodiging - Nino Bertasio - Paul Broadhurst - Andrea Pavan - Jean-François Lucquin - Costantino Rocca - Santiago Luna Regionale rangorde - Federico Colombo - Andrea Perrino - Marco Crespi - Emanuele Canonica - Marco Soffietti - Alessandro Tadini Amateurs - Filippo Bergamaschi - Niccolo Quintarelli |

Amateur Filippo Bergamaschi (1990) is lid van de Golf Villa Paradiso. In 2008 won hij de 23° Leoncino d’Oro en het Danish International Youth Championship, in 2009 behaalde hij een zilveren medaille op de Middellandse Zeespelen. Zijn team won goud. In 2010 werd hij 2de op het Turks Amateur, zie  [dode link].
Niccolo Quintarelli (1989) speelt nu drie jaar internationale toernooien en staat bijna in de top-1000 van de WAGR.
Zie ook het overzicht van de Europese PGA Tour 2011